# Tư Mã Quýnh
Tư Mã Quýnh (chữ Hán: 司马冏, ?-302), tên tự là Cảnh Trị (景治) là một thân vương của nhà Tấn. Ông là một trong những Vương gia nhà Tấn gây ra Loạn bát vương, dẫn đến sự sụp đổ của nhà Tây Tấn.

## TrongLoạn bát vương
Tư Mã Quýnh là con trai và là thế tử của Tề vương Tư Mã Du. Tề vương Du là em ruột Tấn Vũ Đế, chú Tấn Huệ Đế nên Tư Mã Quýnh gọi Tấn Vũ Đế là bác và là vai em của Tấn Huệ Đế. Sau khi Tề vương Tư Mã Du chết năm 284, ông được kế vị làm Tề vương.
Trong cuộc nổi loạn của Triệu vương Tư Mã Luân, Tề vương Quýnh đã giúp đỡ cho Tư Mã Luân lên ngôi hoàng đế thay Tấn Huệ Đế, tuy nhiên do Luân ban thưởng quá bạc bẽo, nên Tề vương Quýnh sinh lòng oán hận, truyền hịch đến một loạt các vị vương chư hầu khác nổi dậy định lật đổ Tư Mã Luân. Ông cùng với Hà Giang vương Tư Mã Ngung, Thành Đô vương Tư Mã Dĩnh, Thường Sơn vương Tư Mã Nghệ và Tân Dã vương Tư Mã Hâm cùng khởi binh đánh Tư Mã Luân, được hơn 50 vạn người, thanh thế rất lớn.
Tháng Tư (âm lịch) năm 301, các vương hội nhau làm loạn, đánh về triều. Tư Mã Luân chống không nổi, thua, bị bắt sống. Tấn Huệ Đế được rước về triều. Còn Luân bị tống giam ở thành Kim Dung, sau đó bị bức tử. Tề vương Quýnh sau đó làm nhiếp chính cho Tấn Huệ Đế. Do hoàng đế bệnh tâm thần nên ông nắm quyền hành của vua, kiêu ngạo, lấn át vua và bị quần thần oán ghét. Không lâu sau, các quan đại thần trong triều phát động đảo chính, giết chết Quýnh vào năm 302.